# Boston Music Hall

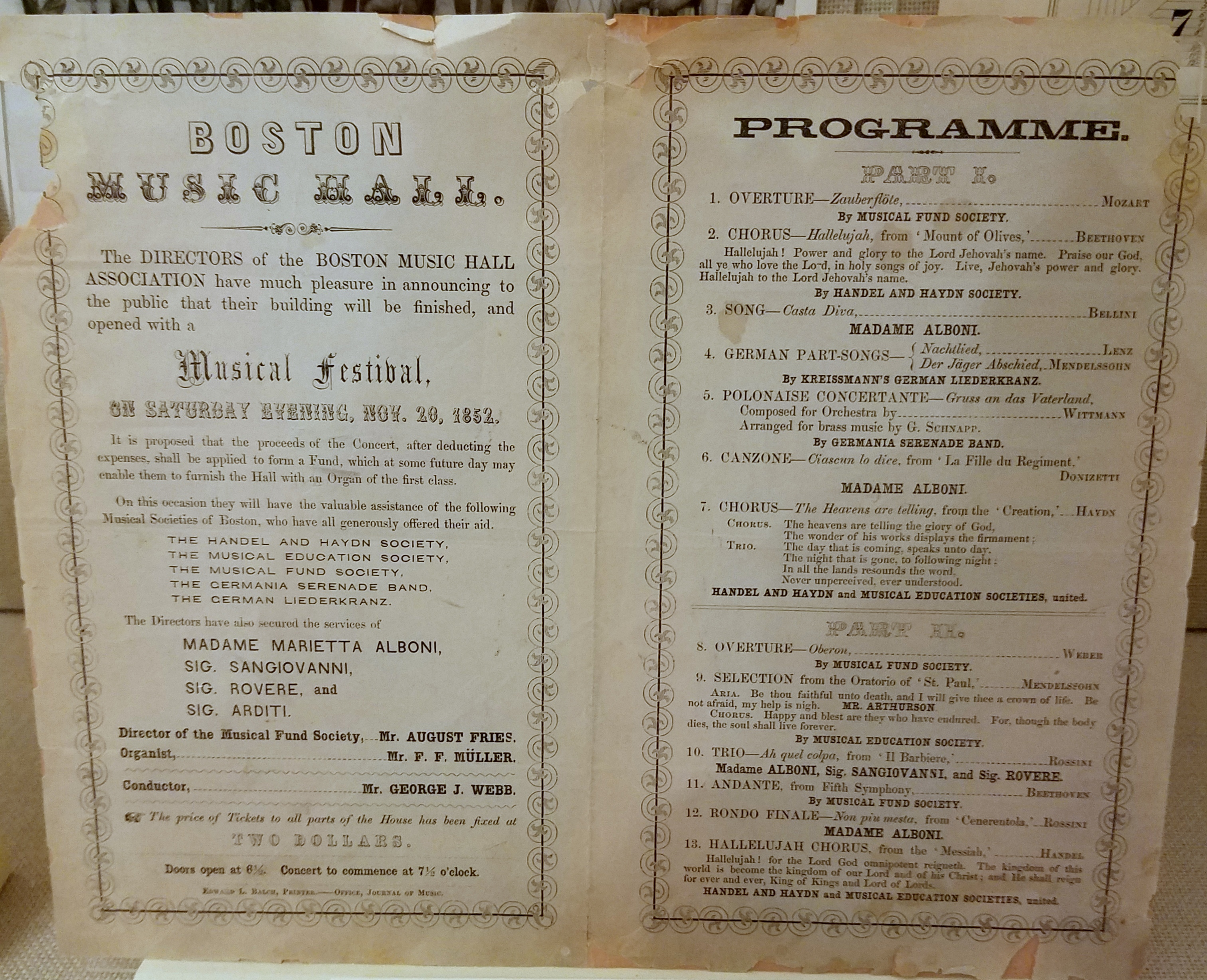
Programma della serata di apertura, 20 novembre 1852

La Boston Music Hall era una sala da concerti situata in Winter Street a Boston, nel Massachusetts, con un'entrata supplementare su Hamilton Place.
Fu uno dei più antichi teatri ininterrottamente in funzione negli Stati Uniti, costruito nel 1852, e fu la sede originaria della Boston Symphony Orchestra. La sala chiuse nel 1900 e fu convertita in un teatro vaudeville chiamato Orpheum Theatre. L'Orpheum, che esiste ancora oggi, fu sostanzialmente ricostruito nel 1915 dall'architetto Thomas W. Lamb come sala cinematografica.
Non esiste alcun legame tra questa sala e la "Music Hall" di Boston, un teatro che oggi è conosciuto come Wang Theatre.

## Storia
La Boston Music Hall fu costruita nel 1852, grazie ad una donazione di 100.000 dollari, fatta dalla Harvard Musical Association, destinata alla sua costruzione. George Snell, assistito da Alpheus C. Morse, fu l'architetto. La Handel and Haydn Society si esibì al concerto inaugurale della sala. La prima mondiale del Concerto per pianoforte e orchestra n. 1 di Pëtr Il'ič Čajkovskij ebbe luogo qui. La sala fu la prima sede della Boston Symphony Orchestra, fondata nel 1881, e fu anche il luogo di nascita del New England Conservatory of Music. Dopo essere stata minacciata dalla costruzione di strade e metropolitane, la Music Hall fu sostituita come sede della Boston Symphony nel 1900, dalla Symphony Hall.
Oltre ai concerti, la sala presentava importanti oratori dell'epoca. Theodore Parker predicò qui e la sua congregazione, la Ventottesima Società Congregazionale, celebrò il suo culto dal 1852 al 1863. Il ministro metodista Henry Morgan tenne una conferenza nella sala ca. nel 1859. Il 31 dicembre 1862, alla vigilia dell'entrata in vigore del Proclama di Emancipazione, gli abolizionisti del Nord si riunirono al Music Hall per festeggiare quando l'orologio segnò la mezzanotte. Vi parteciparono Frederick Douglass, Wendell Phillips, Harriet Beecher Stowe, William Lloyd Garrison e Harriet Tubman. Oscar Wilde tenne una conferenza qui nel 1882.

## L'organo

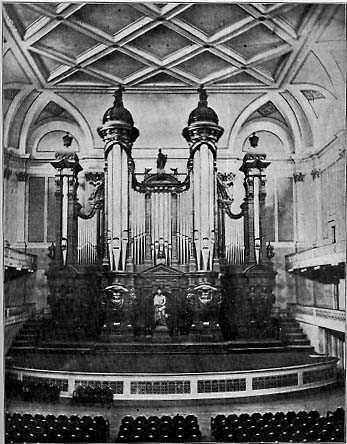
The Boston Music Hall Organ

L'organo della Boston Music Hall, installato nel 1862, fu il primo organo a canne da concerto installato negli Stati Uniti. Fu commissionato nel 1857 e costruito in Germania da E.F. Walcker & Company di Ludwigsburg. All'epoca era il più grande degli Stati Uniti, con 5.474 canne e 84 registri.
L'organo fu rimosso dalla Music Hall nel 1884 per creare più spazio per le esibizioni della Boston Symphony. Inizialmente messo in magazzino, l'organo fu ricostruito e installato dalla Methuen Organ Company nella Serlo Organ Hall di Methuen, Massachusetts, costruita appositamente per ospitare l'organo.
In seguito l'organo fu nuovamente ricostruito e ampliato dalla Aeolian-Skinner Organ Company.
Oggi la Serlo Organ Hall è conosciuta come Methuen Memorial Music Hall e i concerti vengono regolarmente eseguiti con questo organo, considerato ancora uno dei principali strumenti degli Stati Uniti.

## La Symphony Hall
Quando la Boston Symphony Hall si trasferì nella Symphony Hall nel 1900, la Boston Music Hall chiuse.

## L'Orpheum Theatre
Fu trasformata in un teatro di vaudeville nel 1900 e operò con diversi nomi, tra cui Music Hall ed Empire Theatre.
Nel 1906 fu ribattezzato Orpheum Theatre. Nel 1915 il teatro fu acquistato dalla catena Loews Cineplex Entertainment e riaprì nel 1916, ricostruito con un interno completamente nuovo, progettato dall'architetto Thomas W. Lamb.

## Galleria di immagini

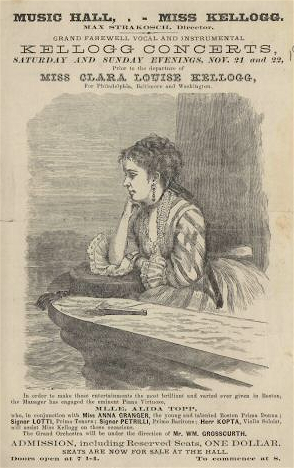
Concerti di Clara Louise Kellogg, 1869
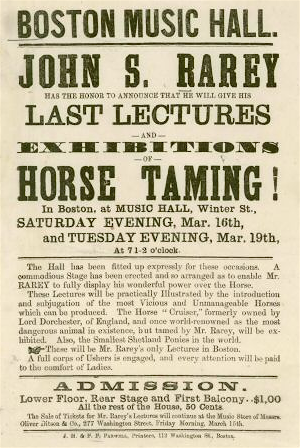
Le lezioni e le mostre di John S. Rarey sull'addomesticamento dei cavalli, verso il 1865.
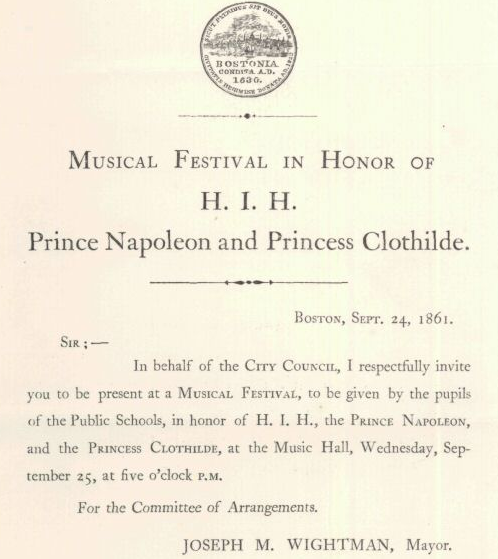
Festa musicale, che sarà tenuta dagli alunni delle Scuole Pubbliche, in onore di S.A.I., il Principe Napoleone e la Principessa Clothilde, 1861.
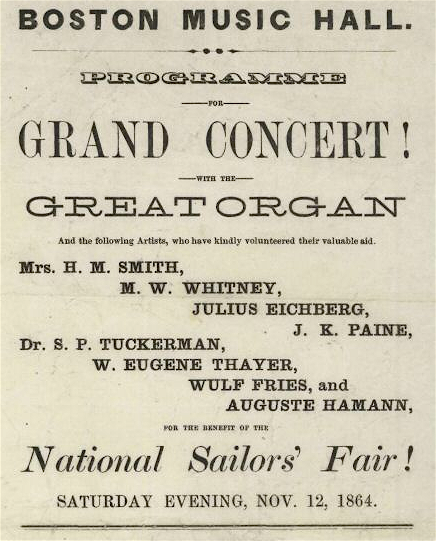
Beneficenza per la Fiera Nazionale dei Marinai, 1864
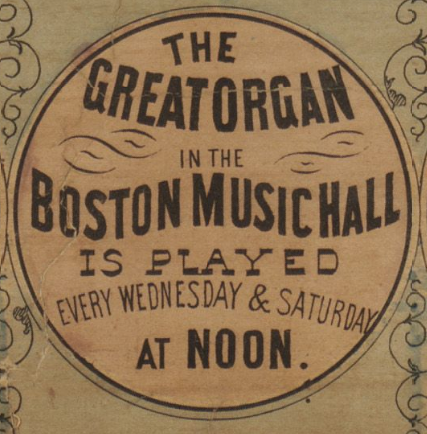
Concerti d'organo, Boston Music Hall.
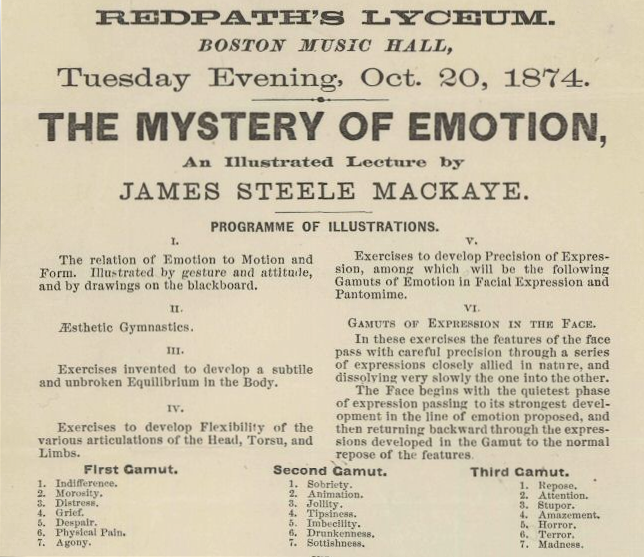
Il liceo di Redpath. Boston Music Hall, martedì sera, 20 ottobre 1874. Il mistero delle emozioni, una conferenza illustrata di James Steele MacKaye.